# Lucjan Donner
Lucjan Bohdan Ryszard Donner (ur. 14 marca 1902 w Kijowie, zm. po 1930) – porucznik kawalerii Wojska Polskiego, kawaler Orderu Virtuti Militari.

## Życiorys
Urodził się 14 marca 1902 w Kijowie, w rodzinie Leona. 14 grudnia 1918 wstąpił do Wojska Polskiego.
W czasie wojny z bolszewikami walczył jako podchorąży w szeregach 26 pułku ułanów, a za wykazane męstwo odznaczony został Orderem Virtuti Militari. Po zakończeniu wojny kontynuował służbę w tym pułku, którego pokojowym garnizonem zostały Baranowicze.
21 listopada 1924 został przydzielony z macierzystego pułku do szwadronu pionierów przy 9 Samodzielnej Brygadzie Kawalerii w Baranowiczach na stanowisko młodszego oficera szwadronu. W maju 1925 wrócił do 26 puł. Z dniem 31 grudnia 1930 został przeniesiony do rezerwy. W 1934, jako porucznik rezerwy figurował na „Liście oficerów o nieznanych adresach”.

## Ordery i odznaczenia
- Krzyż Srebrny Orderu Wojskowego Virtuti Militari nr 4586[12][3]
- Srebrny Krzyż Zasługi[13][14]
- Medal Zwycięstwa[15][16]